# Sportclub Magdeburg
SC Magdeburg Handball é um dos clubes desportivos mais bem sucedidos do Handebol mundial. O SCM foi o primeiro clube alemão a ganhar a  EHF Champions League em 2002. A casa do SC Magdeburg é o 7000-seat GETEC Arena .

## Títulos
Lista atualizada em 2013.
- Campeonato Alemão de Handebol: 1
  - 2001

- Copa da Alemanha de Handebol: 1
  - 1996

- EHF Champions League: 3
  - 1978, 1981, 2002

- EHF Cup: 3
  - 1999, 2001, 2007

## Técnicos
| Ordem | Nome            | Nacionalidade      | Inicio | Saida | Jogos | Pontos | Aproveitamento |
| ----- | --------------- | ------------------ | ------ | ----- | ----- | ------ | -------------- |
| 1     | Hartmut Krüger  | Alemanha           | 1991   | 1993  | 60    | 70     | 1,17           |
| 2     | Ingolf Wiegert  | Alemanha           | 1993   | 1994  | 34    | 34     | 1,00           |
| 3     | Lothar Doering  | Alemanha           | 1994   | 1999  | 135   | 147    | 1,09           |
| 4     | Peter Rost      | Alemanha           | 1999   | 1999  | 13    | 16     | 1,23           |
| 5     | Alfreð Gíslason | Islândia           | 1999   | 2006  | 226   | 330    | 1,46           |
| 6     | Gheorghe Licu   | Roménia / Alemanha | 2006   | 2006  | 16    | 26     | 1,63           |
| 7     | Bogdan Wenta    | Polónia / Alemanha | 2006   | 2007  | 44    | 58     | 1,32           |
| 8     | Helmut Kurrat   | Alemanha           | 2007   | 2008  | 10    | 7      | 0,70           |
| 9     | Michael Biegler | Alemanha           | 2008   | 2009  | 66    | 78     | 1,18           |
| 10    | Sven Liesegang  | Alemanha           | 2010   | 2010  | 16    | 9      | 0,56           |
| 11    | Frank Carstens  | Alemanha           | 2010   |       | 78    | 91     | 1,17           |

## Elenco 2013/14
Lista Atualizada em 2013.
| Nr. | Nome              | Nacionalidade |
| --- | ----------------- | ------------- |
| 12  | Gerrie Eijlers    | Países Baixos |
| 16  | Philip Ambrosius  | Alemanha      |
| 21  | Dario Quenstedt   | Alemanha      |
| 4   | Stefan Kneer      | Alemanha      |
| 5   | Andreas Rojewski  | Alemanha      |
| 6   | Matthias Musche   | Alemanha      |
| 7   | Kjell Landsberg   | Alemanha      |
| 10  | Fabian van Olphen | Países Baixos |
| 11  | Tim Hornke        | Alemanha      |
| 13  | Jure Natek        | Eslovênia     |
| 15  | Yves Grafenhorst  | Alemanha      |
| 24  | Marko Bezjak      | Eslovênia     |
| 25  | Michael Haaß      | Alemanha      |
| 28  | Robert Weber      | Áustria       |
| 31  | Bartosz Jurecki   | Polónia       |